# Dick's Picks Volume 22
Dick's Picks Volume 22 je koncertní dvojalbum americké rockové skupiny Grateful Dead, nahrané 23. a 24. února 1968 a vydané v roce 2001. Jedná se o dvaadvacátou část série Dick's Picks.

## Seznam skladeb
| Disk 1 | Disk 1                  | Disk 1                                                                                       | Disk 1 |
| Pořadí | Název                   | Autor                                                                                        | Délka  |
| ------ | ----------------------- | -------------------------------------------------------------------------------------------- | ------ |
| 1.     | Viola Lee Blues         | Noah Lewis                                                                                   | 19:16  |
| 2.     | It Hurts Me Too         | Elmore James                                                                                 | 4:13   |
| 3.     | Dark Star               | Robert Hunter, Jerry Garcia, Mickey Hart, Bill Kreutzmann, Phil Lesh, Ron McKernan, Bob Weir | 6:49   |
| 4.     | China Cat Sunflower     | Hunter, Garcia                                                                               | 4:38   |
| 5.     | The Eleven              | Hunter, Lesh                                                                                 | 10:33  |
| 6.     | Turn On Your Love Light | Deadric Malone, Joseph Scott                                                                 | 12:40  |
| 7.     | Born Cross-Eyed         | Weir                                                                                         | 2:32   |
| 8.     | Spanish Jam             | Grateful Dead                                                                                | 7:23   |

| Disk 2 | Disk 2                          | Disk 2                  | Disk 2 |
| Pořadí | Název                           | Autor                   | Délka  |
| ------ | ------------------------------- | ----------------------- | ------ |
| 1.     | Morning Dew                     | Bonnie Dobson, Tim Rose | 8:10   |
| 2.     | Good Morning, School Girl       | Sonny Boy Williamson    | 14:39  |
| 3.     | That's It For The Other One     | Garcia, Kreutzman, Weir | 8:13   |
| 4.     | New Potato Caboose              | Bobby Petersen, Lesh    | 9:08   |
| 5.     | Alligator                       | Hunter, McKernan, Lesh  | 3:45   |
| 6.     | China Cat Sunflower             | Hunter, Garcia          | 4:14   |
| 7.     | The Eleven                      | Hunter, Lesh            | 7:17   |
| 8.     | Alligator                       | McKernan, Lesh          | 6:39   |
| 9.     | Caution (Do Not Stop On Tracks) | Grateful Dead           | 11:49  |
| 10.    | Feedback                        | Grateful Dead           | 4:55   |

## Sestava
- Jerry Garcia – sólová kytara, zpěv
- Bob Weir – rytmická kytara, zpěv
- Phil Lesh – basová kytara, zpěv
- Ron „Pigpen“ McKernan – Hammondovy varhany, harmonika, perkuse, zpěv
- Mickey Hart – bicí
- Bill Kreutzmann – bicí